# شب‌خروش غبغبکی
شب‌خروش غبغبکی (نام علمی: Aburria aburri) نام یک گونه از زیرخانواده شب‌خروش است.